# Justiniano Marina

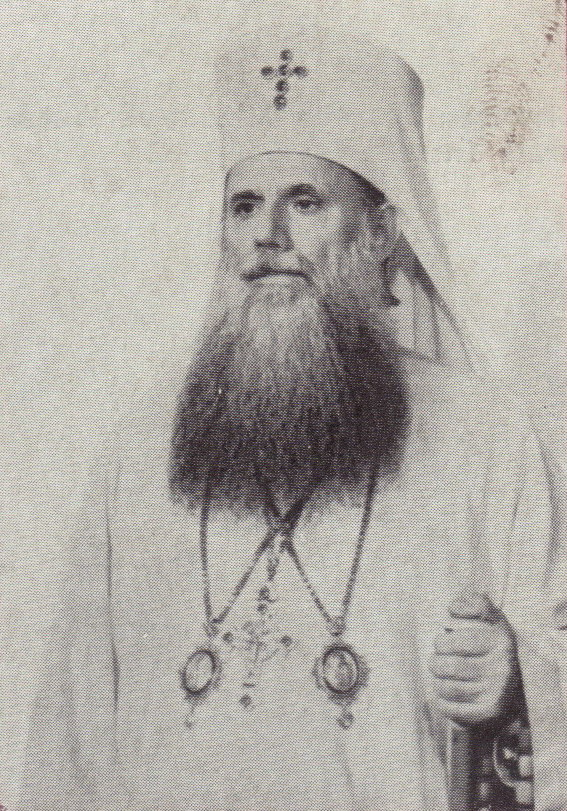
Foto de Justiniano I (1967).

Justiniano I (n. Şueşti, condado de Vâlcea, Rumanía; 2 de febrero de 1901 - f. Bucarest, Rumanía; 26 de marzo de 1977) era un prelado ortodoxo rumano.
Tercer patriarca de la Iglesia Ortodoxa Rumana, sirviendo entre 1948 y 1977.

## Patriarca elegido de la Iglesia Ortodoxa Rumana
La gran Universidad Electoral Eclesiástica, en Bucarest el 24 de mayo de 1948, eligió al arzobispo Justiniano Marina de Bucarest, metropolitano de Ungro-Vlachia, patriarca de toda Rumanía. Una declaración del sínodo dijo que él "había demostrado directamente su dedicación a la ortodoxia, a través de su trabajo incansable hasta ese momento, a través de un trabajo fructuoso a nombre de la gente y de la iglesia, con una dulzura parental algo bien conocida, demostrando con el cumplimiento de todas las tareas y deberes el cual le asignó una obediencia hacia el sínodo santo y a las leyes del país".
El 6 de junio de 1948, en la ceremonia de investidura en el pasillo del palacio del parlamento en Bucarest, el patriarca Justiniano I presentó la agenda de su patriarcado. Entre sus objetivos estaban: 
1. Preparar al clero en la ortodoxia y las demandas de los tiempos.
2. Reorganizar la educación teológica.
3. Juntarse la Iglesia volviendo los Griego-Católicos a la ortodoxia.
4. Consolidar las relaciones con todas las iglesias ortodoxas.
5. Promover relaciones ecuménicas con las otras iglesias cristianas, etc.

El 21 de octubre de 1948, ocurrió una gran asamblea popular en Alba Iulia, organizado por el Ministerio del Interior. El clero Griego-Católico (esos incluyendo que habían firmado una declaración en Cluj en la que declaraban no recibir más órdenes de "Roma imperialista") y los laicos de Transylvania participaron; fueron recibidos solemnemente en la Iglesia Ortodoxa Rumana.

## Logros como patriarca
A pesar de las dificultades, durante los 29 años del reinado de Justiniano, una serie de acontecimientos y cambios ocurrieron que levantaron grandemente el prestigio de la ortodoxia rumana en el mundo cristiano y le hicieron una figura representativa para todos los ortodoxos.
Él mantuvo relaciones con las otras iglesias ortodoxas y con otras iglesias cristianas. Al frente de las delegaciones del Santo Sínodo, visitó las iglesias ortodoxas siguientes: Rusia (varias veces), Georgia (1948), Serbia (1957), Bulgaria (1953, 1966 y 1971), el Patriarcado Ecuménico de Constantinopla (1968), las iglesias de Alejandría (1971) y de Jerusalén (1975) y la Iglesia de Grecia (1963, 1971 y 1975).

## Sus últimos días
El patriarca Justiniano I murió en la tarde del 26 de marzo de 1977, a los 76 años, después de una enfermedad dolorosa y de un período largo de hospitalización. Lo sepultaron en el sepulcro que él preparó cuidadosamente en el interior del monasterio de Radu Vodă, Bucarest (el monasterio, fechado a partir del siglo XVI, había sido renovado exclusivamente durante 1969-1974, en su iniciativa). En la cruz de la pared, al patriarca se le añadió el siguiente epitafio: “Luché la buena lucha. Guardé la fe. He alcanzado los finales del camino de la vida. De ahora en adelante, la recompensa me aguarda; el señor, el juez me la dará en ese día”.
| Predecesor: Nicodim I | Patriarca de Rumanía 1948 - 1977 | Sucesor: Justino I |

- Datos: Q2462600
- Multimedia: Justinian (Marina) / Q2462600